# Anthracothema
L'antracotema (gen. Anthracothema) è un mammifero artiodattilo estinto, appartenente agli antracoteriidi. visse nell'Eocene superiore (circa 38 - 34 milioni di anni fa) e i suoi resti fossili sono stati ritrovati in Asia.

## Descrizione
Questo animale doveva assomigliare vagamente a un ippopotamo pigmeo (Choeropsis liberiensis), sia come aspetto che come dimensioni; il cranio, tuttavia, era molto diverso. Anthracothema era dotato di un cranio allungato, in particolare la regione del muso, e in questa caratteristica ricordava gli antracoteri successivi come Elomeryx. La mandibola era dotata di una lunga sinfisi. I molari superiori erano dotati di due tubercoli esterni di forma conica, e il protoconulo era a forma di mezzaluna. I molari inferiori avevano anch'essi tubercoli conici, ma le creste esterne a mezzaluna non raggiungevano i tubercoli interni. I premolari erano allungati, e il terzo premolare inferiore era più lungo del quarto. I canini inferiori erano di grande taglia, a sezione circolare e dalla corona verticale; i canini superiori e inferiori andavano a sfregare l'uno contro l'altro quando la bocca era chiusa. 

## Classificazione
Il genere Anthracothema venne istituito da Pilgrim nel 1928, per accogliere la specie Anthracotherium pangan descritta dallo stesso Pilgrim e da Cotter nel 1916; oltre alla specie tipo Anthracothema pangan, nota per fossili ritrovati in Tailandia, a questo genere sono state ascritte anche le specie A. minima e A. lijiangensis provenienti dalla Cina.
Anthracothema è considerato un membro arcaico degli antracoteriidi, un gruppo di artiodattili dall'aspetto simile a quello degli ippopotami, da alcuni ritenuti ancestrali a questi ultimi. Anthracothema, in particolare, sembrerebbe essere una forma basale, ma già specializzata in alcuni aspetti (ad esempio le dimensioni piuttosto grandi). Da alcuni autori Anthracothema è stato considerato un sinonimo del ben noto Anthracotherium (Tsubamoto et al., 2002), mentre altri lo hanno considerato un genere a sé stante, addirittura al di fuori del clade Anthracotheriidae, come membro basale del clade Hippopotamoidea (Scherler et al., 2018).